# Johannes Heinrich Schultz
Pour les articles homonymes, voir Schultz.
Johannes Heinrich Schultz, né le 20 juin 1884 à Göttingen et mort le 19 septembre 1970  à Berlin, est un psychiatre allemand, inventeur du training autogène.

## Biographie

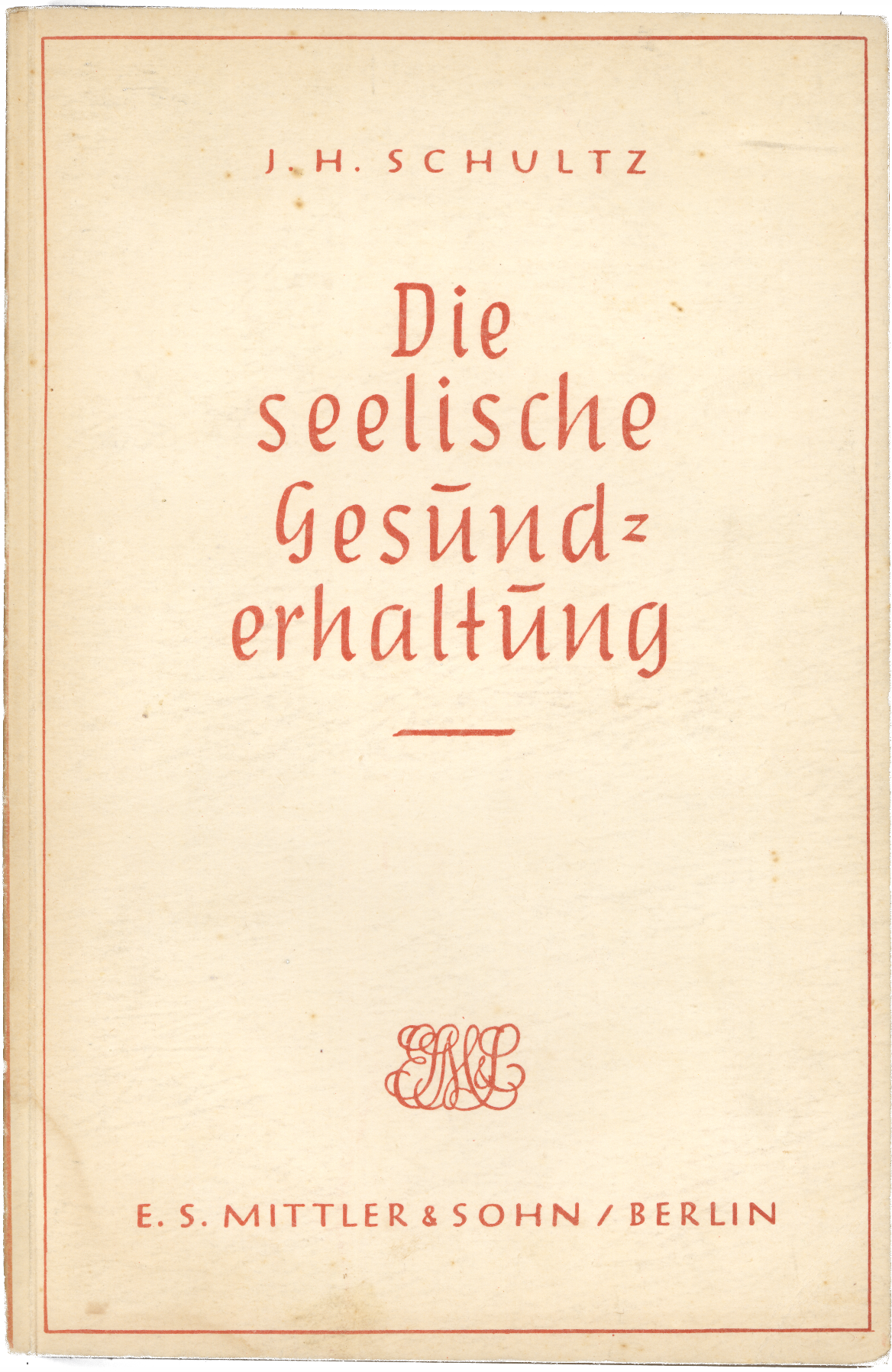
Die Seelische Gesunderhaltung, 1941

De 1902 à 1909, Johannes Schultz suit des études de médecine à Lausanne, Breslau et Göttingen où il rencontre Karl Jaspers. Il obtient son doctorat en médecine à Göttingen en 1907. Dans les années 1910, il étudie l'hypnose, s'intéressant notamment aux travaux de Korbinian Brodmann et Oskar Vogt. En 1911 (référence souhaitée), il rencontre Sigmund Freud. En 1913, il rentre à la clinique de Iéna dirigée par Otto Binswanger.
Pendant la première guerre mondiale, il est médecin militaire en Prusse Orientale et rencontre Karl Abraham. Habilité comme psychiatre en 1919, il dirige un sanatorium psychothérapeutique à Dresde de 1920 à 1923 dans lequel travaille Frieda Fromm-Reichmann.
En 1924, Schultz s'installe comme neurologue et psychothérapeute à Berlin.
En 1932, il publie son livre le plus connu, Thérapie Autogène, dans lequel il publie sa méthode d'entraînement autogène, largement inspirée des techniques d'autohypnose d'Oskar Vogt.
De 1936 à 1945, il travaille notamment comme sous-directeur au sein de l'Institut Göring, aussi appelé Institut allemand de recherche en psychologie et de psychothérapie. Il est d'ailleurs surnommé le « Nestor » de la psychothérapie allemande[réf. souhaitée]. Il s'engage activement pour l'extermination des handicapés mentaux (Aktion T4). Dans l'Institut, il se consacre aussi spécialement au sort des homosexuels hommes . Schultz faisait une distinction entre une homosexualité héréditaire et une homosexualité curable. Au sein de l'Institut, il offrait d'une part des traitements pour les « guérir » et d'autre part, il dirigeait une commission contraignant les « suspects » à des actes sexuels avec des prostitués, dans le but de déterminer s'ils étaient bien homosexuels. Les « coupables » étaient transférés en camp de concentration,.
En 1935, il publia son essai, “Conséquences psychologiques de la stérilisation et de la castration chez les hommes“ (Psychische Folgen der Sterilisation und Kastration beim Manne. Schultz, 1935, 32, 161–165), dans lequel il préconisait l'obligation de la stérilisation des hommes selon la “loi allemande sur la stérilisation forcée“. Cette loi a servi de base à Schultz pour définir le but de la "nouvelle psychothérapie allemande, « Le soin concernant l'hygiène eugénique et la construction psychothérapeutique de la personnalité sont indissociables » (Schultz, 1935, 32, 161–165). (Brunner, J., Schrempf, M. & Steger, F., 2008).
En 1940 Schultz (1940, a) publia sa méthode diagnostique : Vorschlag eines Diagnosen-Schemas (Proposition d'un système de diagnostic), où selon Brunner, J., Schrempf, M. & Steger, F. (2008) il exprime son accord avec la loi allemande sur la stérilisation forcée et il préconisait l'exécution des patients souffrant de troubles mentaux : « … en rappelant “l'anéantissement des vies dénuées de valeur“ et en espérant que les asiles d'aliénés seront bientôt vides et réaménagés selon ce principe (Schultz, 1940, 12, 97–161). ».
En 1940 Schultz (1940, b) publia un autre essai, "Biologie génétique et anthropologie raciale" (Erbbiologie und Rassenkunde, 12, 180–183), dans lequel « il évoque l’image démoniaque des homosexuels comme une “clique“, comme un “État dans l'État“. Les homosexuels y sont qualifiés de “personnages louches corrompant la morale de la jeunesse“ (“Lichtscheue” and “Jugendverderber”) ; ils sont considérés comme des personnes “nuisibles pour la communauté en raison de leur incapacité à procréer“ ("durch Zeugungsausfall gemeinschaftsschädlich") ». (Brunner, J., Schrempf, M. & Steger, F., 2008).
En 1952, Schultz publia Troubles organiques et perversions dans la vie amoureuse (Organstörungen und Perversionen im Liebesleben). Selon Brunner, J., Schrempf, M. & Steger, F. (2008), il y traite « de "l'infériorité héréditaire" et considère les déficients mentaux ['Schwachsinnigensippen'] comme un fardeau pour la société. » (…) Il écrit que les "pervers" étaient "enclins à soutenir des idées et des actes révolutionnaires. (…) En conséquence, il était convaincu que pour préserver la santé, une « vraie protection des « personnes immatures et semi-matures » s’imposait en urgence contre la séduction homosexuelle. »
Références bibliographiques :
Brunner, J., Schrempf, M. & Steger, F. (2008). Johannes Heinrich Schultz and National-socialisme, Israel Journal of Psychiatry and Related Sciences, 4(45), 257–262.
Schultz, J., H. (1935). Psychische Folgen der Sterilisation und Kastration beim Manne. (Conséquences psychologiques de la stérilisation et de la castration chez les hommes). Zeitschrift für ärztliche Fortbildung, 32, 161–165.
Schultz, J., H. (1940, a). Vorschlag eines Diagnosen-Schemas (Proposition d'un système de diagnostic). Zentralblatt für Psychotherapie, 12, 97–161, où il aborde la question de la criminalité de l'homosexualité adulte. Revue Clinique médicale)
Schultz, J., H. (1940, b). Erbbiologie und Rassenkunde (Biologie de l'héritage et études raciales). Zentralblatt für Psychotherapie, 12, 180–183.
Schultz, J., H. (1952). Organstörungen und Perversionen im Liebesleben (Troubles des organes et perversions dans la vie amoureuse). München, Basel : Reinhardt.
[1] Loi de prévention des maladies héréditaires, modifiée en juin 1935, et loi sur les crimes sexuels de novembre 1934 (voir les travaux de l’historienne Dagmar Herzog).

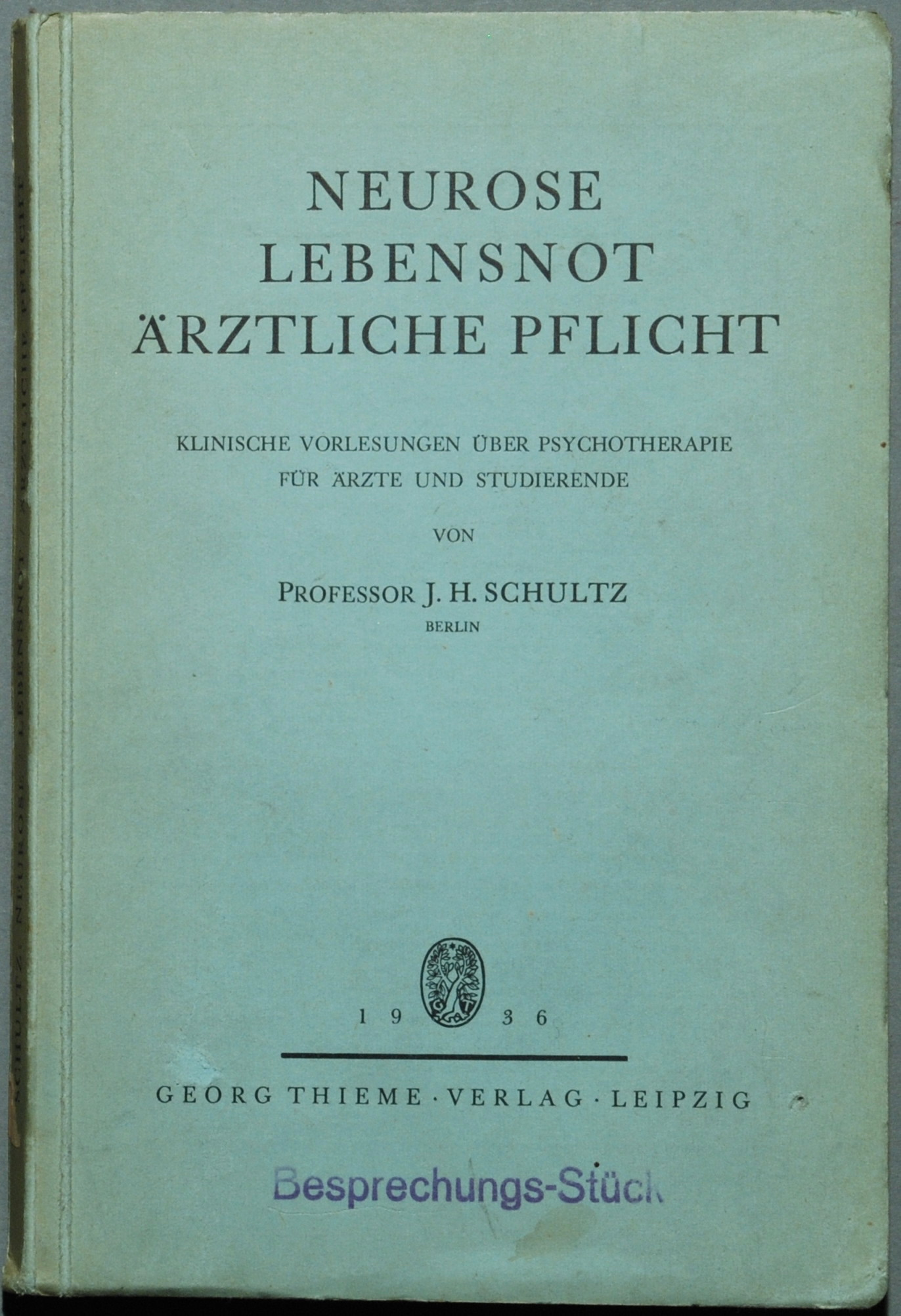
Neurose Lebensnot ärztliche Pflicht, 1936